# Röhrig (Bindlach)
Röhrig ist ein Gemeindeteil der Gemeinde Bindlach im Landkreis Bayreuth (Oberfranken, Bayern). Röhrig liegt in der Gemarkung Bindlach.

## Geografie
Das ehemalige Dorf bildet mittlerweile eine geschlossene Siedlung mit dem im Süden gelegenen Bindlach. Die Staatsstraße 2460 führt nach Bindlach (1,3 km südlich) bzw. nach Benk (2,2 km nördlich). Eine Gemeindeverbindungsstraße führt zur Kreisstraße BT 46 bei Bindlacher Berg (0,8 km nordöstlich). Nordöstlich von Röhrig gibt es einen Muschelkalk-Bruch, der als Geotop ausgezeichnet ist.

## Geschichte
Röhrig gehörte zur Realgemeinde Bindlach. Gegen Ende des 18. Jahrhunderts bestand Röhrig aus einem Anwesen. Die Hochgerichtsbarkeit stand dem bayreuthischen Stadtvogteiamt Bayreuth zu. Die Pfarrei Bindlach war Grundherr des Gütleins.
Von 1797 bis 1810 unterstand der Ort dem Justiz- und Kammeramt Bayreuth. Mit dem Gemeindeedikt wurde Röhrig dem 1812 gebildeten Steuerdistrikt Bindlach und der zugleich gebildeten Ruralgemeinde Bindlach zugewiesen.

### Einwohnerentwicklung
| Jahr      | 001819 | 001822 | 001861 | 001871 | 001885 | 001900 | 001925 | 001950 | 001961 | 001970 | 001987 |
| Einwohner | 4      | 2      | 14     | 18     | 42     | 42     | 68     | 109    | 158    | 157    | 156    |
| Häuser    |        | 2      |        |        | 5      | 6      | 11     | 16     | 30     |        | 41     |
| Quelle    | [ 9 ]  | [ 6 ]  | [ 10 ] | [ 11 ] | [ 12 ] | [ 13 ] | [ 14 ] | [ 15 ] | [ 16 ] | [ 17 ] | [ 1 ]  |

## Religion
Röhrig ist evangelisch-lutherisch geprägt und nach St. Bartholomäus (Bindlach) gepfarrt.